# Flabellammininae
Flabellammininae es una subfamilia de foraminíferos bentónicos de la familia Lituolidae, de la superfamilia Lituoloidea, del suborden Lituolina y del orden Lituolida. Su rango cronoestratigráfico abarca desde el Jurásico hasta la Actualidad.

## Discusión
Clasificaciones previas incluían Flabellammininae en el suborden Textulariina del orden Textulariida, o en el orden Lituolida sin diferenciar el suborden Lituolina.

## Clasificación
Flabellammininae incluye a los siguientes géneros:
- Ammopalmula †
- Flabellammina †
- Pterammina †
- Triplasia

Otros géneros considerados en Flabellammininae son:
- Centenarina, aceptado como Triplasia
- Frankeina, aceptado como Triplasia
- Rhabdogonium, aceptado como Triplasia
- Tetraplasia, aceptado como Triplasia